# Magnus Moan
Magnus Hovdal Moan (Lillehammer, 26 de agosto de 1983) es un deportista noruego que compite en esquí en la modalidad de combinada nórdica. 
Participó en tres Juegos Olímpicos de Invierno, entre los años 2006 y 2014, obteniendo en total cuatro medallas: dos en Turín 2006, plata  en la prueba de velocidad y bronce en la individual, y dos en Sochi 2014, oro en la prueba por equipo (junto con Håvard Klemetsen, Magnus Krog y Jørgen Graabak) y plata en el trampolín normal + 10 km.
Ganó 12 medallas en el Campeonato Mundial de Esquí Nórdico entre los años 2005 y 2017.

## Palmarés internacional
| Juegos Olímpicos   | Juegos Olímpicos          | Juegos Olímpicos  | Juegos Olímpicos           |
| Año                | Lugar                     | Medalla           | Prueba                     |
| ------------------ | ------------------------- | ----------------- | -------------------------- |
| 2006               | Turín (Italia)            | Medalla de plata  | TN + 4 × 5 km por equipo   |
| 2006               | Turín (Italia)            | Medalla de bronce | TN + 4 × 5 km por equipo   |
| 2014               | Sochi (Rusia)             | Medalla de oro    | TG + 4 × 5 km por equipo   |
| 2014               | Sochi (Rusia)             | Medalla de plata  | TN + 10 km individual      |
| Campeonato Mundial |                           |                   |                            |
| Año                | Lugar                     | Medalla           | Prueba                     |
| 2005               | Oberstdorf (Alemania)     | Medalla de oro    | TG + 4 × 5 km por equipo   |
| 2005               | Oberstdorf (Alemania)     | Medalla de plata  | TG + 7,5 km individual     |
| 2007               | Sapporo (Japón)           | Medalla de plata  | TG + 7,5 km individual     |
| 2007               | Sapporo (Japón)           | Medalla de bronce | TN + 4 × 5 km por equipo   |
| 2009               | Liberec (República Checa) | Medalla de bronce | TG + 4 × 5 km por equipo   |
| 2011               | Oslo (Noruega)            | Medalla de bronce | TN + 4 × 5 km por equipo   |
| 2011               | Oslo (Noruega)            | Medalla de bronce | TG + 4 × 5 km por equipo   |
| 2013               | Val di Fiemme (Italia)    | Medalla de plata  | TN + 4 × 5 km por equipo   |
| 2015               | Falun (Suecia)            | Medalla de plata  | TN + 4 × 5 km por equipo   |
| 2015               | Falun (Suecia)            | Medalla de bronce | TG + 2 × 7,5 km por equipo |
| 2017               | Lahti (Finlandia)         | Medalla de plata  | TN + 4 × 5 km por equipo   |
| 2017               | Lahti (Finlandia)         | Medalla de plata  | TG + 2 × 7,5 km por equipo |